# اجزاء محدود فازی
اجزا محدود فازی (به انگلیسی: fuzzy finite element) روش اجزاء محدود را که هم‌اکنون به خوبی بنیان گذاشته شده‌است را با اعداد فازی در هم می آمیزد و نتیجه ای که ما می‌دهد یک مورد خاص از مجموعه های فازی است. استفاده از اعداد فازی به جای اعداد حقیقی این سود را دارد که باعث می‌شود ما عدم قطعیت (در مشخصات مصالح، پارامترها، شکل هندسی، شرایط اولیه و غیره) را نیز در محاسبات اجزای محدود در نظر گرفته باشیم.
یک روش برای انجام تحلیل به روش اجزا محدود فازی استفاده از نرم افزارهای موجود اجزا محدود (چه خانگی و چه تجاری) به عنوان مدول مرحلهٔ درونی* برای رسیدن به جواب قطعی و سپس اضافه کردن یک حلقهٔ مرحلهٔ خارجی* برای کنترل فازی بودن (قطعی نبودن) جواب‌ها است. این مرحلی ی خارجی برای حل کردن مسایل بهینه سازی مورد استفاده قرار می‌گیرد. اگر مدول قطعی مرحلهٔ داخلی با توجه به متغیرهای ورودی یک رفتار یکنواخت از خود بروز دهد آنگاه مسئلهٔ بهینه سازی جواب خارجی به مقدار زیادی ساده می‌شود چون در این مورد اکسترمم در راس‌های دامنه قرار می‌گیرد.

## پا نویس
1. ↑  Michael Hanss, 2005. Applied Fuzzy Arithmetic, An Introduction with Engineering Applications. Springer, شابک ‎۳−۵۴۰−۲۴۲۰۱−۵
2. ↑  inner-level module
3. ↑  outer-level loop

## پیوندهای به بیرون
- روش اجزا محدود فازی و کاربردهای آن[پیوند مرده]
- تحلیل فازی سازه با استفاده از بهینه سازی مرحله ی آلفا
- کاربرد مدل سازی فازی در مهندسی عمران